# Khalid Boulami
Khalid Boulami (in arabo خالد بولامي‎?; Safi, 7 agosto 1969) è un ex mezzofondista marocchino.

## Palmarès
- Giochi olimpici

Atlanta 1996: bronzo nei 5000 metri.
- Mondiali

Göteborg 1995: argento nei 5000 metri.
Atene 1997: argento nei 5000 metri.

## Altre competizioni internazionali
1994
- Argento alla Grand Prix Final ( Parigi), 5000 m piani - 13'14"64

1995
- Argento alla Grand Prix Final ( Monaco), 3000 m piani - 7'36"11

1997
- Oro alla Grand Prix Final ( Fukuoka), 5000 m piani - 13'09"40